# Nyctimene rabori
Nyctimene rabori é uma espécie de morcego da família Pteropodidae. Endêmica das Filipinas, onde está restrita as ilhas de Cebu, Negros e Sibuyan.